# Yannick Dahan
Pour les articles homonymes, voir Dahan.
 (juin 2016).
Yannick Dahan est un journaliste, critique de cinéma, réalisateur et scénariste français, né en février 1972. Il est principalement connu pour son émission Opération Frisson et pour son film La Horde.

## Presse
Il a collaboré aux magazines,:
- Gen4 consoles
- Positif
- HK
- DVDvision
- Mad Movies

## Émissions & Documentaire
Il anime depuis sept ans des émissions de critique cinéma sur CinéCinéma. Il a d'abord présenté DVDamor et DVDextra sur feu CinéCinéma Info puis Opération frisson sur CinéCinéma Frisson qui s'est arrêté en février 2008 et ce, après cinq saisons. Il présentait également des films sur CinéCinéma Frisson et Canal+ et participait parfois à l'émission Le Cercle présentée par Frédéric Beigbeder.
En 2009, Yannick Dahan reprend Opération frisson pour une année supplémentaire, à raison d'une émission par mois.
Il continue depuis 2010 selon le même format.
De septembre 2010 à mars 2012, il est chroniqueur de cinéma de genre dans La Quotidienne du cinéma sur TPS Star.
En 2009, il participe avec Benjamin Rocher au documentaire "Viande d'origine française", réalisé par le duo Tristan Schulmann & Xavier Sayanoff (Réalisateur de Suck my geek"). Le documentaire autopsie le cinéma de genre en France et parle de la marginalisation que ces films subissent.
Depuis 2012, Yannick Dahan collabore dans l'émission Podcast/Youtube "CAPTURE MAG", émission réunissant des journalistes de cinéma ou réalisateurs, autour de la thématique centrale de la Pop Culture Cinématographique et des Films d'action, dans leur définition la plus large. À partir du 6 décembre 2021, il présente "La minute Yannick Dahan" sur la chaîne youtube de Capture Mag, une émission hebdomadaire d'une quinzaine de minutes où il critique un film récent sorti en salles ou en vidéo. Dans sa forme (critique récitée face caméra, entrecoupée de digressions avec le réalisateur), l'émission reprend certains codes d'Opération Frisson.

## Production
Yannick Dahan travaille au sein de la société Empreinte Digitale, qui a produit, outre Opération frisson, l'émission Friandiz sur CinéCinéma Famiz ainsi que le documentaire Suck my Geek diffusé sur Canal+.

## Activité dans le jeu vidéo
Depuis 2013, Yannick Dahan travaille aussi dans l'industrie du jeu vidéo, à divers postes artistiques, que ce soit en tant que consultant ou scénariste et réalisateur de bandes-annonces. Il a notamment travaillé 7 ans chez Ubisoft sur certains jeux comme Watch Dogs, Farcry ou The Division.

## Filmographie

### Réalisateur
- 2007 : Rivoallan (court métrage) avec Jo Prestia et Alain Figlarz, réalisé en collaboration avec Benjamin Rocher
- 2009 : La Horde, réalisé en collaboration avec Benjamin Rocher

### Scénariste
- 2009 : La Horde
- 2015 : Enragés
- 2024 : Sous la Seine de Xavier Gens

### Acteur
- 2008 : Frontière(s), de Xavier Gens (apparition)

## Distinctions

### Récompenses
- 2010 : Prix du jury Syfy Universal pour La Horde, à la 17e édition de Fantastic'Arts
- 2010 : Prix de la meilleure cinématographie pour La Horde à Fantasporto
- 2010 : Prix du meilleur scénario pour La Horde à Fantasporto

### Festivals
Membre du jury au 7e Festival International du Film Fantastique d'Audincourt, Bloody week-end, 26.27.28.29 mai 2016.